# 楼栖
楼栖（1912年—1997年），原名邹冠群，又名邹灌芹，笔名白苇、寒光、楼西、黄芦、香菲、昔莳、白芷、芗萍、柳明、马逸野等，男，广东梅县人，中国诗人、文学评论家。